# Campionats del món de gravel
Els Campionats del món de gravel són les proves del campionat mundial de ciclisme de gravel organitzades per la Unió Ciclista Internacional (UCI). La disciplina recull l'espai entre el ciclisme de carretera estàndard per carreteres asfaltades i pavimentades, i les disciplines tot terreny de la bicicleta de muntanya, cross country i ciclocròs. Les curses comparteixen la longitud i la naturalesa tàctica de les curses de carretera, però abracen la imprevisibilitat i l'habilitat tècnica del ciclisme fora de carretera.
Els tres primers classificats de cada disciplina reben medalles d'or, plata i bronze. El guanyador també té dret a portar el mallot irisat en proves d'aquesta disciplina fins al Campionat del món del proper any. A diferència d'altres competicions ciclistes, els competidors dels Campionats del món representen equips nacionals més que comercials. Els Campionats del món solen celebrar-se a finals de temporada.

## Història
El primer Campionat del món de gravel de la UCI es va fer a Veneto, Itàlia, l'any 2022 i només va comptar amb esdeveniments de fons. Els primers campions del món van ser Pauline Ferrand-Prévot per a la cursa femenina i Gianni Vermeersch per a la cursa masculina.

## Campionats
| Any  | País           | Lloc            |
| ---- | -------------- | --------------- |
| 2022 | Itàlia         | Veneto          |
| 2023 | Itàlia         | Veneto          |
| 2024 | Bèlgica        | Brabant flamenc |
| 2025 | França         | Bonic           |
| 2026 | Austràlia      | Nannup          |
| 2027 | França         | Alta Savoia     |
| 2028 | Aràbia Saudita | Al-'Ula         |

| Any  | Or                   | Plata              | Bronze               |
| 2022 | Gianni Vermeersch    | Daniel Oss         | Mathieu van der Poel |
| 2023 | Matej Mohorič        | Florian Vermeersch | Connor Swift         |
| 2024 | Mathieu van der Poel | Florian Vermeersch | Quinten Hermans      |

| Any  | Or                     | Plata          | Bronze         |
| 2022 | Pauline Ferrand-Prévot | Sina Frei      | Chiara Teocchi |
| 2023 | Katarzyna Niewiadoma   | Silvia Persico | Demi Vollering |
| 2024 | Marianne Vos           | Lotte Kopecky  | Lorena Wiebes  |

## Medaller
| Posició | País          | Or | Plata | Bronze | Total |
| 1       | Països Baixos | 2  | 0     | 3      | 5     |
| 2       | Bèlgica       | 1  | 3     | 1      | 5     |
| 3       | França        | 1  | 0     | 0      | 1     |
| 3       | Polònia       | 1  | 0     | 0      | 1     |
| 3       | Eslovènia     | 1  | 0     | 0      | 1     |
| 6       | Itàlia        | 0  | 2     | 1      | 3     |
| 7       | Suïssa        | 0  | 1     | 0      | 1     |
| 8       | Regne Unit    | 0  | 0     | 1      | 1     |
| Total   | Total         | 6  | 6     | 6      | 18    |